# 舒格洛夫鎮區 (伊利諾伊州聖克萊爾縣)
舒格洛夫鎮區（英語：Sugarloaf Township）是位於美國伊利諾伊州聖克萊爾縣的一個行政鎮區。

## 地方資料
根據2010年美國人口普查的數據，舒格洛夫鎮區的面積為82.30平方千米，當中陸地面積為79.40平方千米，而水域面積為2.90平方千米。當地共有人口6891人，而人口密度為每平方千米83.73人。